# Amobi Okugo
Amobi Chidubem Okugo (n. el 13 de marzo de 1991 en Hayward, California, Estados Unidos) es un exfutbolista estadounidense. Jugaba como defensor.

## Trayectoria

### Fútbol universitario
Okugo jugó un año para UCLA en 2009, luego del cual fue nombrado como el Novato del Año del Pac-10.

### Philadelphia Union
En 2010 fue seleccionado en la primera ronda (6.o en la general) del SuperDraft de la MLS por el Philadelphia Union. Realizó su debut profesional el 25 de marzo de 2010 en el partido inaugural de la temporada 2010 de la MLS ante los Seattle Sounders FC.
Luego de concluida la temporada 2012 con el Union, Okugo viajó a Europa para entrenar con el SC Friburgo durante la entretemporada.

### Austin Bold FC
El 11 de febrero de 2019, Okugo fichó por el Austin Bold FC.

## Selección de Estados Unidos
Okugo ha representado a los Estados Unidos a niveles juveniles, más notablemente a la selección sub-20 en el Campeonato Sub-20 de la Concacaf de 2009 y durante el torneo Preolímpico de Concacaf de 2012. En este último jugó los tres partidos de su selección antes de que fuese eliminada.

## Clubes
| Club                          | País           | Año         |
| ----------------------------- | -------------- | ----------- |
| Philadelphia Union            | Estados Unidos | 2010 - 2014 |
| Orlando City                  | Estados Unidos | 2015        |
| Sporting Kansas City          | Estados Unidos | 2015        |
| New York Red Bulls II         | Estados Unidos | 2016        |
| Portland Timbers              | Estados Unidos | 2016 - 2017 |
| Portland Timbers 2 (préstamo) | Estados Unidos | 2016 - 2017 |
| Austin Bold                   | Estados Unidos | 2019 - 2021 |